# 著作権問題を考える創作者団体協議会
著作権問題を考える創作者団体協議会（ちょさくけんもんだいをかんがえるそうさくしゃだんたいきょうぎかい）とは、かつて日本に存在した著作権問題について芸術・芸能ジャンル、事業分野の異なる各団体が連携協力するための協議団体。略称＝「創団協」。

## 概要
2006年7月に、著作権の保護期間を現在の死後50年から死後70年に延長することを主要な目的として設立された団体で、当初は日本文藝家協会、日本漫画家協会、日本美術家連盟、日本写真著作権協会、日本音楽著作権協会、日本芸能実演家団体協議会など16団体で設立。同年12月、日本演劇協会が参加し、17団体となる。著作物の利用機会の多い放送事業者や新聞、書籍出版・雑誌出版などのメディア関係団体は参加していない。
保護期間の延長に加えて、戦時加算問題の早期解決、私的録音録画補償金制度の拡大・改善、音楽や映画、文学作品など各種著作物の権利者情報を検索するための情報システムの運用に取り組む。
事務局は、日本音楽著作権協会（JASRAC）内に存在した。議長（代表）は、作家の三田誠広（日本文藝家協会副理事長、日本文藝著作権センター事務局長）。

## 沿革
2006年7月4日、関係14団体が著作権の保護期間の延長問題について懇談会を開催。同年9月15日、役員会で協議会の名称を「著作権問題を考える創作者団体協議会」とすることを決定。同年9月22日、著作権の保護期間を現在の死後50年から死後70年に延長することを求める共同声明を発表、文化庁に対し要望として提出。同年12月1日、日本演劇協会が参加。
2007年1月24日総会で、世界各国の著作権管理団体で構成される非営利、民間の国際組織CISAC（著作権協会国際連合）に対し戦時加算問題の解消を呼びかける書簡を送付することを決定した。
同年3月12日、戦時加算の解消について支援を求める書簡をCISAC事務局長に送付。
6月1日にベルギーのブリュッセルで開催された著作権協会国際連合（CISAC）総会で、各国の加盟団体が会員に対して戦時加算の権利を行使しないよう働きかけることを要請する決議が、全会一致で採択された。決議は、戦時加算分の10年の倍にあたるプラス20年の著作権保護期間の延長される日本の法改正を前提に加算分の放棄を呼びかけるものとなった。
※詳細は戦時加算の「日本に関する戦時加算解消への動き」の節参照。
2007年8月31日、音楽や映画、文学作品など各種著作物の権利者情報を検索するための情報システムを2009年1月に運用開始する方針を表明。
2009年1月23日、権利者情報を提供するウェブサイトを開設。
2018年12月30日に環太平洋パートナーシップに関する包括的及び先進的な協定(CPTPP、TPP11)が発効されたことで保護期間が延長されたため、協議会は解散した。